# François Ngeze
François Ngeze (1953-) est un homme d'État burundais assuré les fonctions de président de la république du Burundi par intérim entre le 21 et le 27 octobre 1993,.  Il a été choisi par le Comité militaire de salut public, un groupe d'officiers de l'armée qui a renversé le gouvernement démocratiquement élu du président Melchior Ndadaye (qui a été tué au cours du coup d'État).

## Biographie
Ngeze, l'un des rares hutu membres de l'UPRONA (Union pour le progrès national), à l'époque, était ministre de l'Intérieur dans le gouvernement de Pierre Buyoya, qui a été battu par Ndadaye lors des élections tenues le 1er juin 1993.
À la suite de la condamnation générale du coup d'État, le Comité de Salut public a été dissoute le 27 octobre. Sylvie Kinigi, premier ministre dans le gouvernement Ndadaye, a repris comme président par intérim.